# Elisa Agnini Lollini
Elisa Agnini Lollini (Finale Emilia, 22 marzo 1858 – Roma, 22 giugno 1922) è stata un'attivista italiana.
Antesignana del movimento femminista, fu un elemento di spicco delle associazionismo femminile dell'inizio del XX secolo.

## Biografia
Sorella del deputato socialista Gregorio Agnini, nacque il 22 marzo 1858 da Tommaso Agnini ed Elisabetta Kostner. L'8 agosto 1885, all'età di 27 anni, sposò Vittorio Lollini, da cui ebbe quattro figlie: Olga, Clara, Livia e Clelia.
Nel 1896 propose - con altre socie dell'associazione femminile «Associazione per la Donna» (Giacinta Martini, Adele Albani e Virginia Mieli Nathan) - il ritiro delle truppe italiane dall'Africa. Sempre in questo ordine di idee, nel 1911 protestò al congresso di Torino (i cui lavori diresse come presidente) contro l'impresa di Libia.
Il suo lavoro nelle associazioni femminili («Pro-Suffragio», Associazione per la Donna), fu sempre volto a combattere l'ingiustizia della società verso la donna e ad elevarne la dignità: prese parte attiva a tutti i movimenti per ottenere l'eguaglianza dei diritti civili della donna e partecipò all'organizzazione di numerosi congressi e convegni a Roma e altrove.
Difese sempre strenuamente il principio: "A eguale lavoro, eguale compenso".
Nel 1911 propose all'Associazione per la Donna e condusse energicamente una campagna contro le "Elezioni delle Regine del Mare e del Mercato". Fu, consona ai suoi principi, avversaria alla guerra, ma non si chiuse in uno sterile negativismo e volle ugualmente dedicare in tali dolorosi anni tutta la sua attività a opere umanitarie. Creò e ne fu l'anima il «Comitato Nazionale di Assistenza Legale alle famiglie dei Richiamati», riuscendo a far contrarre gran numero di matrimoni tra militari e loro spose illegittime e con un'assidua azione su Leonida Bissolati, allora ministro delle pensioni, ottenne l'estensione dei sussidi e della pensione alle famiglie illegittime.
La ricerca della paternità l'ebbe patrocinatrice fervente: a tale scopo organizzò e presiedette un imponente convegno che fu tenuto al Teatro Argentina di Roma il 28 giugno 1917.
Si occupò anche molto dell'educazione del fanciullo che considerava necessaria per uno sviluppo della società (partecipò a organizzare e diresse giardini educativi ecc.). Nei suoi ultimi anni aveva dato molto della sua attività al Comitato Internazionale per una Pace permanente, e insieme ad altre donne socialiste aveva organizzato il gruppo socialista femminile romano.
Morì a Roma il 22 giugno 1922.